# أخطب (اسم)
أَخْطَب هو اسم علم مذكر من أصل عربي، وجاء الاسم على صيغة أفعل، ومعناه الأكثر خطابة بين الناس، والأَخْطَب هو الصقر،  ويعد الاسم من الأسماء العربية القديمة.

## الأصل اللغوي
لفظ أَخْطَب هو من المصدر خطب، ويقال خاطَبَهُ بالكلام مُخَاطَبَةً و خِطَابًا، وخَطبَ على المنبر خُطْبةً بضم الخاء وخَطَابَةً؛ و خَطَبَ المرأة في النكاح خِطْبَةً بكسر الخاء يَخْطُبُ بضم الطاء فيهما، واخْتَطَبَ أيضًا فيهما، وخَطُبَ من باب ظرف صار خَطِيبًا.